# Мраморово-при-Пайковем
Мраморово-при-Пайковем (словен. Mramorovo pri Pajkovem) — поселення в общині Блоке, Регіон Нотрансько-крашка, Словенія. Висота над рівнем моря: 741 м.